# Райимбецький район
Райимбе́цький район (каз. Райымбек ауданы, рос. Райымбекский район) — адміністративна одиниця у складі Алматинської області Казахстану. Адміністративний центр — село Наринкол.

## Історія
Утворений 1936 року як Наринкольський, з 1993 року змінено на сучасну назву. У період 1963-1965 років район був ліквідований, територія входила до складу Кегенського району. 1997 року, навпаки був ліквідований Кегенський район, територія увійшла до складу Райимбецького району, але центр було перенесено з села Наринкол до села Кеген. 2018 років зі складу району виділився відновлений Кегенський район.

## Населення
Населення — 29941 особа (2021; 43626 у 2009, 46429 у 1999, 51357 у 1989).

## Склад
До складу району входять 11 сільських округів:
| Поселення                       | Площа, км² | Населення, осіб (1989) | Населення, осіб (1999) | Населення, осіб (2009) | Населення, осіб (2021) | Центр      | Населені пункти |
| ------------------------------- | ---------- | ---------------------- | ---------------------- | ---------------------- | ---------------------- | ---------- | --------------- |
| Жамбильський сільський округ    | -          | 3567                   | 3220                   | 3114                   | 2292                   | Жамбил     | 2               |
| Кайнарський сільський округ     | -          | 3377                   | 3093                   | 3241                   | 1746                   | Кайнар     | 1               |
| Какпацький сільський округ      | -          | 4240                   | 3641                   | 3321                   | 2127                   | Какпак     | 2               |
| Карасазький сільський округ     | -          | 3283                   | 3229                   | 2803                   | 2256                   | Карасаз    | 2               |
| Наринкольський сільський округ  | -          | 9368                   | 9158                   | 8008                   | 6298                   | Наринкол   | 2               |
| Сарижазький сільський округ     | -          | 6604                   | 5374                   | 5165                   | 3662                   | Сарижаз    | 3               |
| Сумбинський сільський округ     | -          | 5423                   | 5387                   | 4832                   | 3625                   | Сумбе      | 2               |
| Тегістіцький сільський округ    | -          | 1703                   | 1435                   | 1493                   | 1058                   | Тегістік   | 1               |
| Текеський сільський округ       | -          | 5717                   | 5011                   | 4911                   | 2667                   | Текес      | 2               |
| Узак-батирський сільський округ | -          | 4229                   | 3302                   | 3129                   | 2009                   | Сарибастау | 1               |
| Шалкодинський сільський округ   | -          | 3846                   | 3579                   | 3609                   | 2201                   | Шалкоде    | 2               |

## Найбільші населені пункти
Населені пункти з чисельністю населення понад 1000 осіб:
| №  | Населений пункт | Населення, осіб (1989) | Населення, осіб (1999) | Населення, осіб (2009) | Населення, осіб (2021) |
| -- | --------------- | ---------------------- | ---------------------- | ---------------------- | ---------------------- |
| 1  | Наринкол        | 9 178                  | 8 816                  | 7 731                  | 6 142                  |
| 2  | Сарижаз         | 5 352                  | 4 126                  | 4 011                  | 2 856                  |
| 3  | Сумбе           | 3 597                  | 3 383                  | 2 978                  | 2 486                  |
| 4  | Текес           | 5 152                  | 4 569                  | 4 406                  | 2 460                  |
| 5  | Сарибастау      | 4 229                  | 3 302                  | 3 129                  | 2 009                  |
| 6  | Карасаз         | 2 798                  | 2 685                  | 2 250                  | 1 869                  |
| 7  | Кайнар          | 3 377                  | 3 093                  | 3 241                  | 1 746                  |
| 8  | Какпак          | 2 952                  | 2 561                  | 2 300                  | 1 532                  |
| 9  | Жамбил          | 2 384                  | 2 121                  | 1 862                  | 1 404                  |
| 10 | Кизилшекара     | 1 826                  | 2 004                  | 1 854                  | 1 139                  |
| 11 | Талас           | 1 711                  | 1 718                  | 1 682                  | 1 107                  |
| 12 | Шалкоде         | 2 135                  | 1 861                  | 1 927                  | 1 094                  |
| 13 | Тегістік        | 1 703                  | 1 435                  | 1 491                  | 1 058                  |